# Calamonastes undosus
La camaróptera del miombo (Calamonastes undosus) es una especie de ave paseriforme de la familia Cisticolidae propia del sur de África central y África oriental.

## Distribución y hábitat
Se encuentra en el sur de África Central y la región de los Grandes Lagos de África. Su hábitat natural es el miombo y las zonas de matorral.